# Revival (TTのアルバム)
『Revival』（リバイバル）は、TTの1枚目のミニ・アルバムである。2024年7月25日に発売。

## 概要
2023年4月19日をもって解散したロックバンドNon Stop Rabbitの元メンバー田口達也が自身のソロ名義「TT」で初めてリリースしたCDアルバム作品となる。
本作は、自身で立ち上げたレーベルTT MUSICからの発売で、数量限定の通信販売となっている。
ソロとしての活動再開以降にリリースされたデジタルシングルの楽曲に新曲が2曲追加された全6曲入りのアルバムとなっている。
familiar verとSPHINX verの2種類で販売され、特典として各新曲MVのダウンロードカードが付属する。その為、YouTubeなどで本作収録曲のMVが公開されることはない。

## 収録内容
| 全作詞・作曲・編曲: TT。 |                                  |       |            |      |
| #                        | タイトル                         | 作詞  | 作曲・編曲 | 時間 |
| 1.                       | 「familiar」                     | TT    | TT         | 4:11 |
| 2.                       | 「手紙」                         | TT    | TT         | 3:51 |
| 3.                       | 「大人の世界もあるイジメ」       | TT    | TT         | 3:02 |
| 4.                       | 「ちゃんと不幸でありますように」 | TT    | TT         | 3:58 |
| 5.                       | 「Loser」                        | TT    | TT         | 2:39 |
| 6.                       | 「SPHINX」                       | TT    | TT         | 2:23 |
| 合計時間:                | 合計時間:                        | 20:04 |            |      |

## 楽曲解説
1. familiar
新曲。ミュージックビデオが制作されており、本作の「familiar盤」購入特典として付属するカードを読み込むことでダウンロードできる。
2. 手紙
2023年12月25日にリリースした1stデジタルシングル。
ソロ活動初の楽曲で、メロウなトラックにバンド解散以降の自身の心境を載せた内容となっている[3]。
ミュージックビデオが制作されており、かつてはTTオリジナルパーカーの購入特典として付属していたカードを読み込むことでダウンロードできた。
3. 大人の世界もあるイジメ
2024年2月17日にリリースした2ndデジタルシングル。
ミュージックビデオが制作されており、かつてはTTオリジナルパーカーの購入特典として付属していたカードを読み込むことでダウンロードできた。
4. ちゃんと不幸でありますように
2024年3月25日にリリースした3rdデジタルシングル。
5. Loser
2024年4月27日にリリースした4thデジタルシングル。
6. SPHINX
新曲。ミュージックビデオが制作されており、本作の「SPHINX盤」購入特典として付属するカードを読み込むことでダウンロードできる。